# ジルベルト・メンデス
ジルベルト・エドゥアルド・メンデス・フェルナンデス(Gilberto Eduardo Méndez Fernández, 1974年11月15日 - )は、パナマ共和国パナマ市出身の元野球選手(投手)。右投右打。

## 経歴
2001年11月に第34回IBAFワールドカップのパナマ代表に選出された。
2002年11月に第15回IBAFインターコンチネンタルカップのパナマ代表に選出された。
2003年10月に第35回IBAFワールドカップのパナマ代表に選出された。
2005年9月に第36回IBAFワールドカップのパナマ代表に選出された。
2007年7月に2007年パンアメリカン競技大会の野球パナマ代表に選出された。11月に第37回IBAFワールドカップのパナマ代表に選出された。
2008年に「コパ・アメリカ・デ・ベイスボル」のパナマ代表に選出された。
2009年開幕前の3月に、第2回WBCのパナマ代表に選出された。
2012年11月に、母国パナマで行われた第3回WBC予選のパナマ代表に選出され、2大会連続2度目の選出を果たした。

## 詳細情報

### 代表歴
- 2001 IBAFワールドカップ パナマ代表
- 2002 IBAFインターコンチネンタルカップ パナマ代表
- 2003 IBAFワールドカップ パナマ代表
- 2005 IBAFワールドカップ パナマ代表
- 2007年パンアメリカン競技大会野球パナマ代表
- 2007 IBAFワールドカップ パナマ代表
- 2008 コパ・アメリカ・デ・ベイスボル パナマ代表
- 2009 ワールド・ベースボール・クラシック・パナマ代表
- 2013 ワールド・ベースボール・クラシック・パナマ代表